# کابوس در خیابان الم ۴: استاد رؤیایی
کابوس در خیابان الم ۴: استاد رؤیایی (یا استاد رؤیا) (به انگلیسی: A Nightmare on Elm Street 4: The Dream Master) یک فیلم در سبک سلاخی آمریکایی محصول سال ۱۹۸۸ به کارگردانی رنی هارلین است که چهارمین قسمت از مجموعه‌فیلم‌های «کابوس در خیابان الم» به‌شمار می‌رود. این فیلم دنبالهٔ کابوس در خیابان الم ۳: جنگجویان رؤیا (محصول ۱۹۸۷) است و داستان فردی کروگر (رابرت انگلوند) را دنبال می‌کند که پس از مرگ نانسی تامپسون و کامل کردن انتقام خود از خانواده‌هایی که باعث مرگش شده بودند، دوباره در رؤیاهای کریستن پارکر، جویی کروسل و رولند کینکید ظاهر می‌شود. او از بهترین دوست کریستن یعنی آلیس جانسون استفاده می‌کند تا به قربانیان تازه‌ دسترسی پیدا کند و عطش خود برای قتل را فروبنشاند. این قسمت از مجموعه اغلب با لقب «نسخهٔ ام‌تی‌وی کابوس» شناخته می‌شود.
استاد رؤیا در تاریخ ۱۹ اوت ۱۹۸۸ اکران شد و با بودجه‌ای ۶٫۵ میلیون دلاری، ۴۹٫۴ میلیون دلار در گیشهٔ داخلی آمریکا فروش کرد و تا زمان اکران فیلم فردی علیه جیسون (که در سال ۲۰۰۳ و به‌عنوان اثری مشترک با مجموعه‌فیلم «جمعه سیزدهم» ساخته شد)، پرفروش‌ترین قسمت این فرنچایز در آمریکا باقی ماند. این فیلم نقدهای مثبتی از برخی منتقدان دریافت کرد و دنبالهٔ آن با نام کابوس در خیابان الم ۵: کودک رؤیا در سال ۱۹۸۹ منتشر شد.

## داستان
در سال ۱۹۸۸، یک سال پس از رویدادهای فیلم قبلی، کریستن، کینکید و جویی از بیمارستان وستین هیلز مرخص شده و به زندگی عادی بازگشته‌اند. با این حال، کریستن در رؤیایی خود را در اتاق دیگ بخار قدیمی فردی می‌بیند و با ترس از بازگشت او، جویی و کینکید را به درون خواب خود می‌کشد. جویی و کینکید، که از این کار خسته شده‌اند، تأکید می‌کنند که فردی دیگر رفته است.
روز بعد، کریستن با دوست‌پسرش ریک جانسون که علاقه‌مند به هنرهای رزمی است ملاقات می‌کند. آن‌ها همراه با دوستان‌شان یعنی آلیس (خواهر خجالتی و آرام ریک)، شیلا (دختری باهوش و مبتلا به آسم) و دبی (دختری ورزشکار که از حشرات بدش می‌آید) گروهی را تشکیل می‌دهند.
کریستن اکنون در مدرسه محبوب است، اما کینکید و جویی منزوی شده‌اند. آن‌ها از کریستن می‌خواهند که دیگر آن‌ها را وارد رؤیاهایش نکند.
آن شب، کینکید در خواب به یک گورستان خودرو منتقل می‌شود، جایی که فردی به‌طور تصادفی دوباره زنده شده است. با وجود مقاومت، چون نمی‌تواند کریستن را صدا بزند، فردی او را می‌کشد. جویی که شب‌هنگام در حال تماشای تلویزیون و گوش دادن به موسیقی است، نیز به خواب می‌رود. او رؤیای شنا کردن یک مدل پلی‌بوی در تخت آبی خود را می‌بیند، اما مدل ناگهان به فردی تبدیل می‌شود و او را در همان تخت آب‌دار می‌کشد.
کریستن با شنیدن مرگ کینکید و جویی دچار اندوه و عذاب وجدان می‌شود و درمی‌یابد که فردی بازگشته تا سه‌تای آن‌ها را از بین ببرد. سر میز شام، با وحشت درمی‌یابد که مادرش قرص خواب در غذایش ریخته تا وادارش به خواب شود. او مقاومت می‌کند اما سرانجام به خواب می‌رود. به‌عنوان آخرین بازمانده از کودکان خیابان الم، فردی او را تحریک می‌کند تا یکی از دوستانش را به خواب بیاورد تا چرخهٔ ترور دوباره آغاز شود. کریستن، آلیس را فرا می‌خواند و فردی، او را در دیگ بخار خود می‌اندازد. پیش از مرگ، کریستن قدرت رؤیایی خود را به آلیس منتقل می‌کند. وقتی آلیس و ریک به خانهٔ کریستن می‌رسند، اتاق او را در حال سوختن می‌یابند؛ کریستن در آتش سوخته است.
در مدرسه، آلیس در کلاس به خواب می‌رود و ناخواسته شیلا را وارد خواب می‌کند. فردی او را می‌کشد و این مرگ مانند یک حملهٔ آسمی جلوه می‌کند. ریک که حرف‌های آلیس را باور می‌کند، در رؤیایی با فردی نامرئی در یک دوجو رزمی روبه‌رو شده و کشته می‌شود. با مرگ هر دوست، آلیس تغییر می‌کند و ویژگی‌ها و توانایی‌های آن‌ها را به دست می‌آورد.
فردی این بار دبی را هدف قرار می‌دهد، او را به سوسک تبدیل می‌کند و در مکان مخصوص به دام انداختن سوسک‌ها می‌کشد. آلیس که در یک خواب حلقه‌زمانی گرفتار شده، همراه با معشوقش دن جردن تلاش می‌کند با ماشین به سمت فردی رفته و دبی را نجات دهد، اما در واقعیت با درختی تصادف می‌کند و دن زخمی می‌شود و او را به جراحی می‌برند.
در خواب، آلیس دن را نجات می‌دهد، اما دن زخمی می‌شود و پزشکان برای نجات جانش او را بیدار می‌کنند. حالا آلیس تنها کسی است که باید با فردی روبه‌رو شود. او از قدرت‌های رؤیایی دوستانش برای مقابله با فردی بهره می‌برد. وقتی به نظر می‌رسد فردی در حال پیروزی است، آلیس شعری کودکانه به نام «استاد رؤیا» را به یاد می‌آورد که در آن گفته می‌شود باید شر را وادار کرد به بازتاب خود نگاه کند. او فردی را با چهرهٔ خودش مواجه می‌کند و ارواحی که درون او بودند، علیه‌اش شورش می‌کنند. این فشار، او را از درون متلاشی می‌کند و ارواح آزاد می‌شوند و فردی به پوسته‌ای توخالی تبدیل می‌شود.
چند ماه بعد، آلیس و دن در قرار عاشقانه‌ای کنار فواره‌ای قدم می‌زنند. دن سکه‌ای در آب می‌اندازد و آلیس برای لحظه‌ای بازتاب چهرهٔ فردی را در آب می‌بیند، اما آن را نادیده می‌گیرد و همراه دن دور می‌شود.

## بازیگران
- رابرت انگلوند
- لیسا ویلکاکس
- تیوزدی نایت
- رادنی ایستمن
- رنی هارلین
- رابرت شی
- لینی کوئیگلی
- دوین دیویس